# Simon Johannes Karsten

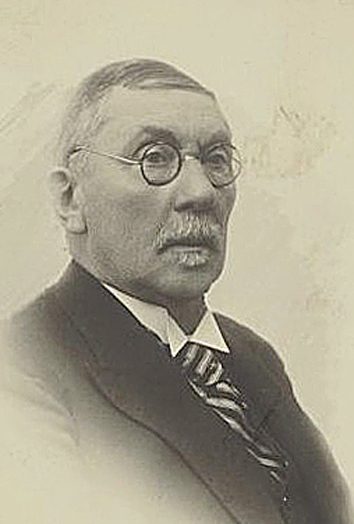
Simon Johannes Karsten, burgemeester

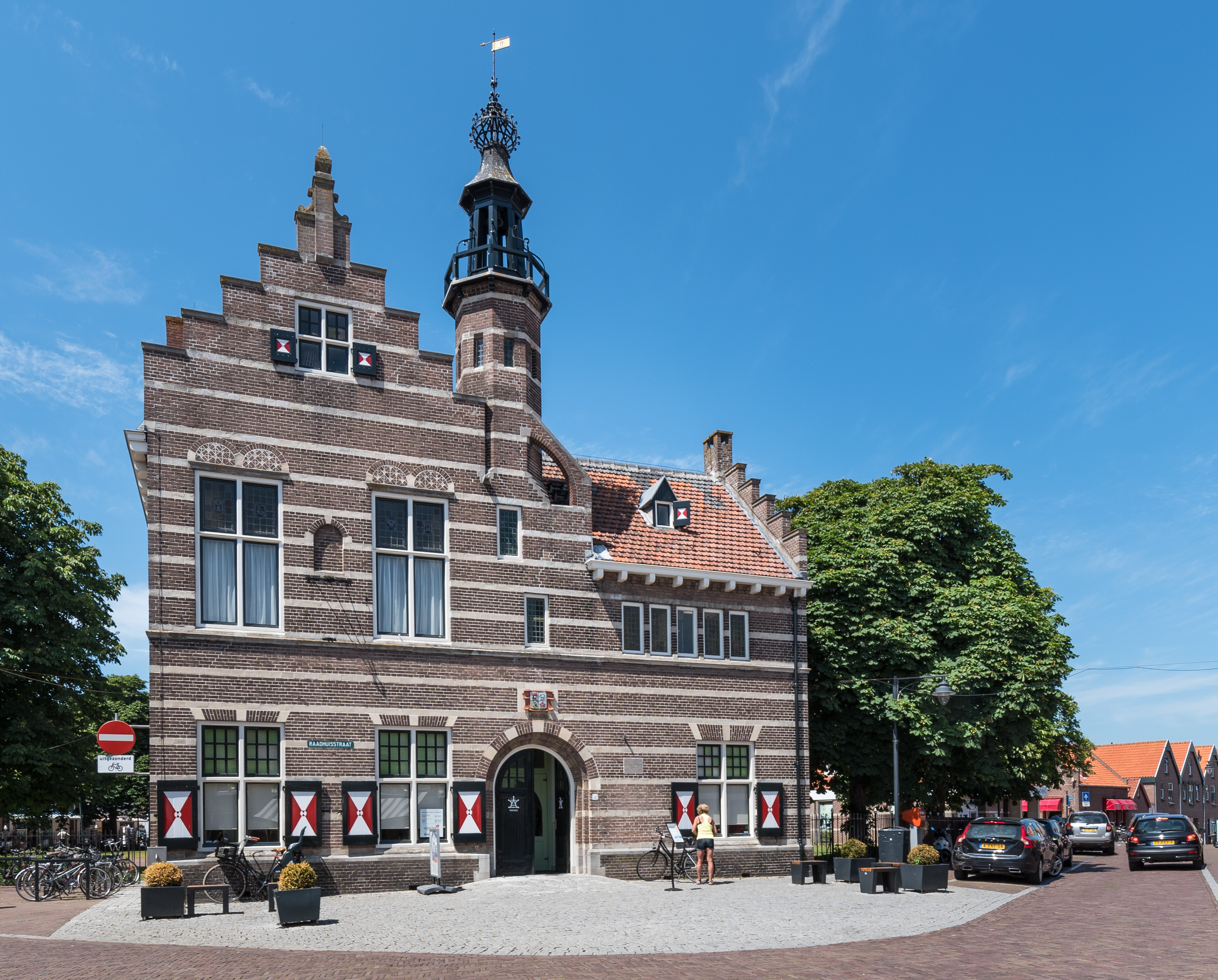
Raadhuis van Ouddorp

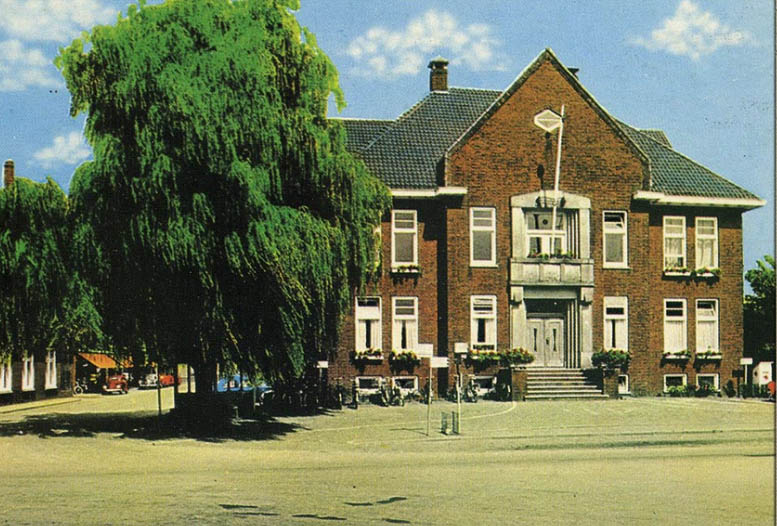
Gemeentehuis Wisch te Varsseveld

Simon Johannes Karsten ('s-Gravenhage, 19 juni 1864 – Velp, 17 maart 1946) was burgemeester van de Nederlandse gemeenten Ouddorp (1895-1907) en Wisch (1907-1937).

## Familie
Zijn grootvader Simon Karsten (1802-1864) was rector van de Latijnse school in Amersfoort, later hoogleraar Bespiegelende wijsbegeerte en letteren aan de universiteit van Utrecht (1840-1864) en rector magnificus aldaar (1846-1847).
Zijn ouders waren Ernestus Hermanus Karsten (1836-1920), advocaat, liberaal lid van de gemeenteraad van Arnhem en vicepresident van het Gerechtshof aldaar en Maria Jacoba Adriana Heijligers (1835-1917), dochter van een kunstschilder, telg uit de firma Thomas Heijligers & Zoon, distillateurs te Schiedam.

## Burgemeester Ouddorp
Op 10 juni 1895 werd de 31-jarige Karsten benoemd tot burgemeester van Ouddorp op Goeree-Overflakkee (ZH). Tot die datum was hij ambtenaar ter secretarie van de gemeente Noordwijk. Hij was daar tevens lid van het schuttersgilde St. Joris. Op 1 augustus 1904 legde zijn tweejarig dochtertje Maria Carolina de eerste steen van het nieuwe raadhuis van Ouddorp. Karsten werd in 1907 opgevolgd door Abraham Jan van Vessem.

## Burgemeester Wisch
Op 1 januari 1907 werd Karsten benoemd in de Oost Gelderse gemeente Wisch. Hij was burgemeester tijdens de Eerste Wereldoorlog, tijdens de dynamische jaren twintig en ten slotte ook tijdens de economische depressie in jaren dertig. In 1930 telde Wisch 10.600 inwoners.
Op 30 december 1936 trad hij af, op 72-jarige leeftijd, na een periode van precies 30 jaar als burgemeester van Wisch. In de diverse krantenberichten die tussen 1907 en 1937 zijn verschenen worden de volgende ontwikkelingen en wapenfeiten tijdens zijn ambtsperiode genoemd:
- Toegenomen wettelijke taken op het gebied van woning- en scholenbouw.
- Bouw van de meisjesvakschool in Terborg
- Bouw van de lagere landbouwschool en de huishoudschool in Varsseveld.
- Wegennet verder uitgebreid en verbeterd, naar de eisen van de zuivelfabrieken en van het opkomend gemotoriseerd vervoer.
- Wisch wordt aangesloten op het gasnet van de gemeente Doetinchem (1926)
- Elektrificatie van de gemeente tot stand gekomen
- De brandweer wordt gemotoriseerd.
- Nieuwe gemeentehuis gebouwd (1928), een sieraad voor de gemeente.
- Werkverschaffing: ontginning van het Zwarte Veen, tussen Heelweg en Aalten tot vruchtbare grond.
- De begroting stijgt van f. 77.000 in 1907 naar bijna f. 400.000 in 1931.
- Het aantal ambtenaren neemt toe, onder andere bij publieke werken en de secretarie

Karsten had diverse nevenactiviteiten:
- Rechter-plaatsvervanger bij het kantongerecht te Terborg
- Voorzitter van de Harmonie “Wisch” te Terborg
- Erevoorzitter van de vereniging “Terborgs Belang”

## Privé
Karsten trouwde op 14 mei 1901 te 's-Gravenhage met Maria Rose Felicité Meeter ('s-Gravenhage 27 mei 1876 - Terborg 20 januari 1956). Het echtpaar kreeg een dochter en twee zoons. Karsten en zijn echtgenote woonden in Terborg, waar ze ook werden begraven.